# Centro Espacial de Tanegashima

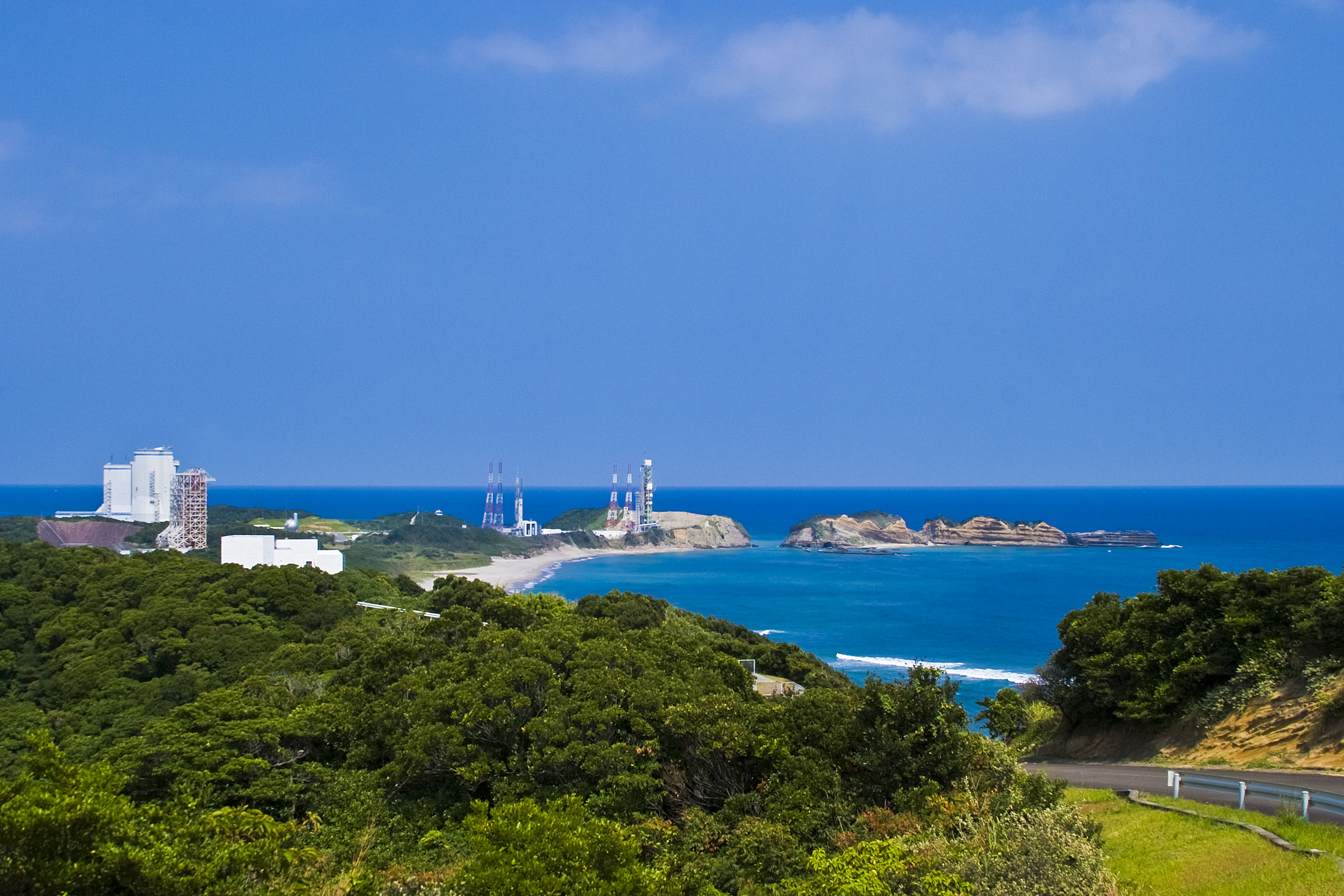
Centro Espacial de Tanegashima.

O Centro Espacial de Tanegashima (種子島宇宙センター, tanegashima uchū sentā) (TNSC) é uma das instalações de desenvolvimento espacial do Japão. Ele está localizado em Tanegashima, uma ilha localizada 115 km ao sul de Kyushu. Foi criado em 1969, quando o NASDA foi formado. Atualmente é gerido pela JAXA.
As atividades que acontecem no TNSC incluem montagem, testes, lançamentos e rastreamentos de satélites. É a maior centro de desenvolvimento espacial do Japão.